# Вири (Дорогичинський район)
Вири (або Віри, біл. Віры) — село в Білорусі, у Дорогичинському районі Берестейської області. Орган місцевого самоврядування — Іменинська сільська рада.

## Географія
Розташоване за 21 км на північний захід від Дорогичина.

## Історія
У 1762 році Вири було урочищем на землях Тороканського монастиря. 1926 року мешканці села зверталися з письмовим клопотанням до міністерства освіти Польщі про відкриття у Вирах українську школу.

## Населення
За переписом населення Білорусі 2009 року чисельність населення села становило 43 особи.